# Villalazán
Villalazán es un municipio y localidad española de la provincia de Zamora, en la comunidad autónoma de Castilla y León.

## Geografía
Limita al norte con el río Duero, al sur con Madridanos, al este con Toro, y al oeste con Villaralbo.

## Toponimia
El nombre podría provenir de la unión de la palabra Villa y de árabe Al-az-ar (caballo o yegua de color rojizo). O más probablemente del antropónimo árabe Hassan: Villa Al-Hassan.

## Historia

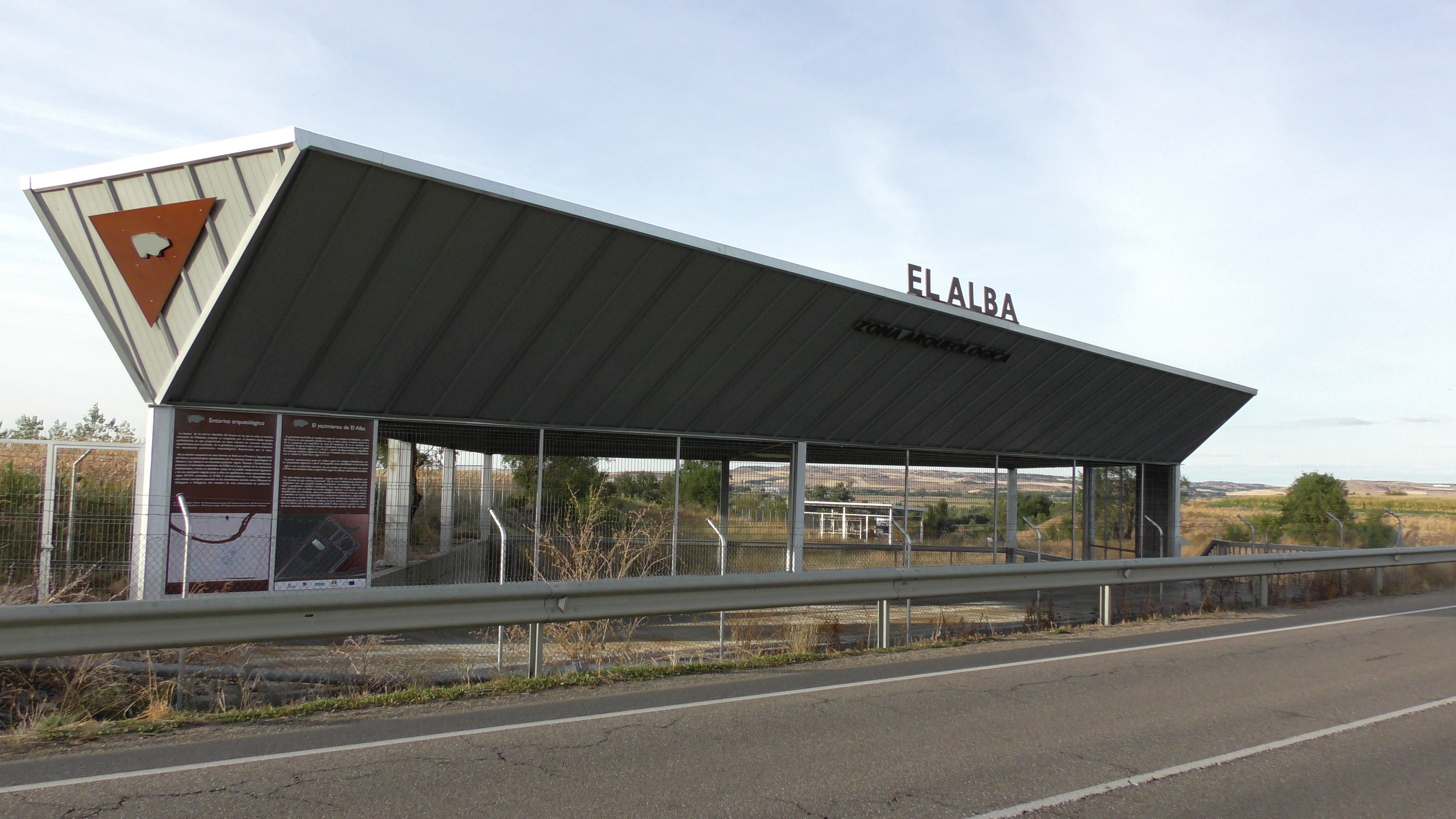
Entrada al yacimiento arqueológico de El Alba

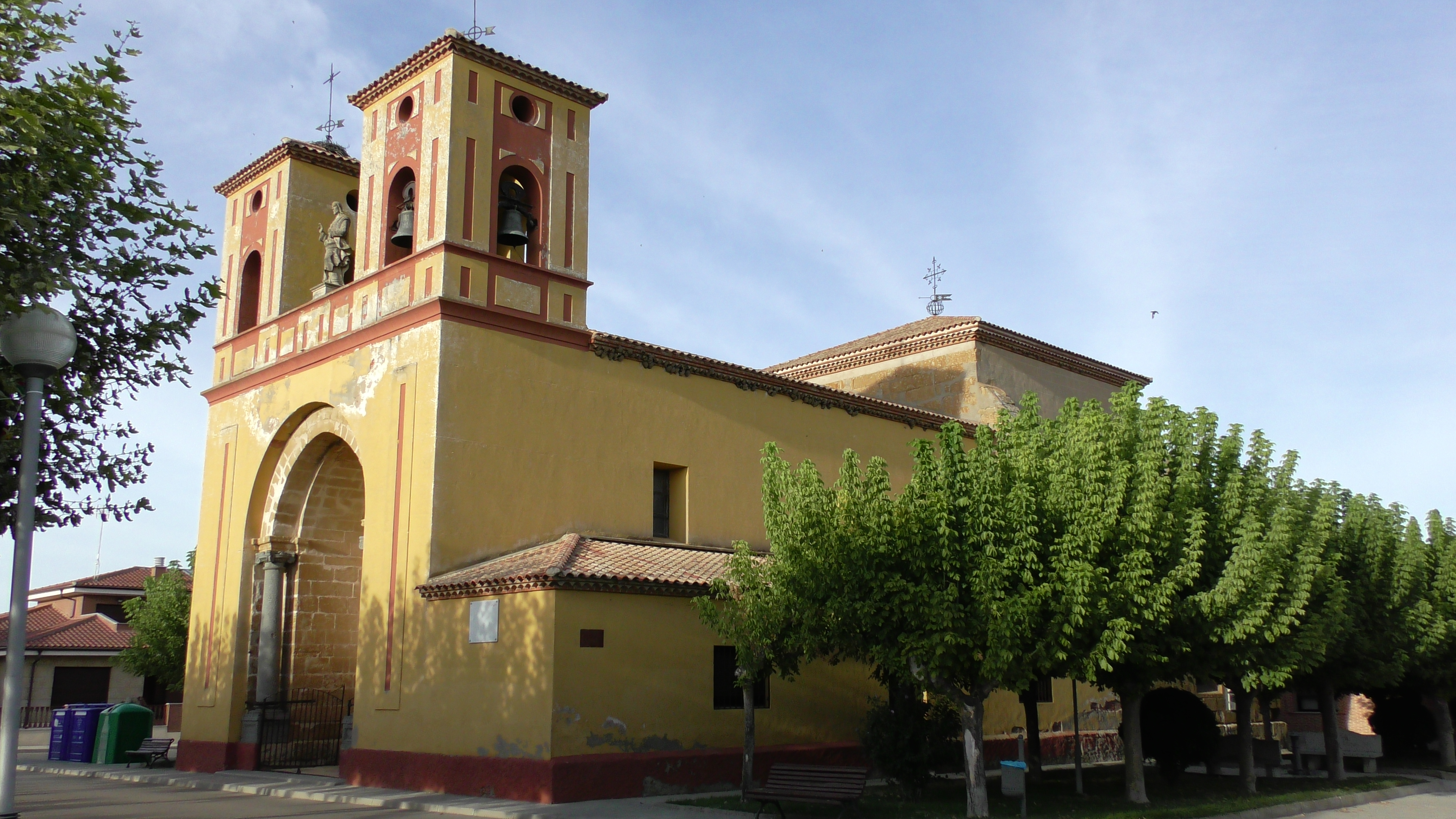
Iglesia parroquial de San Blas

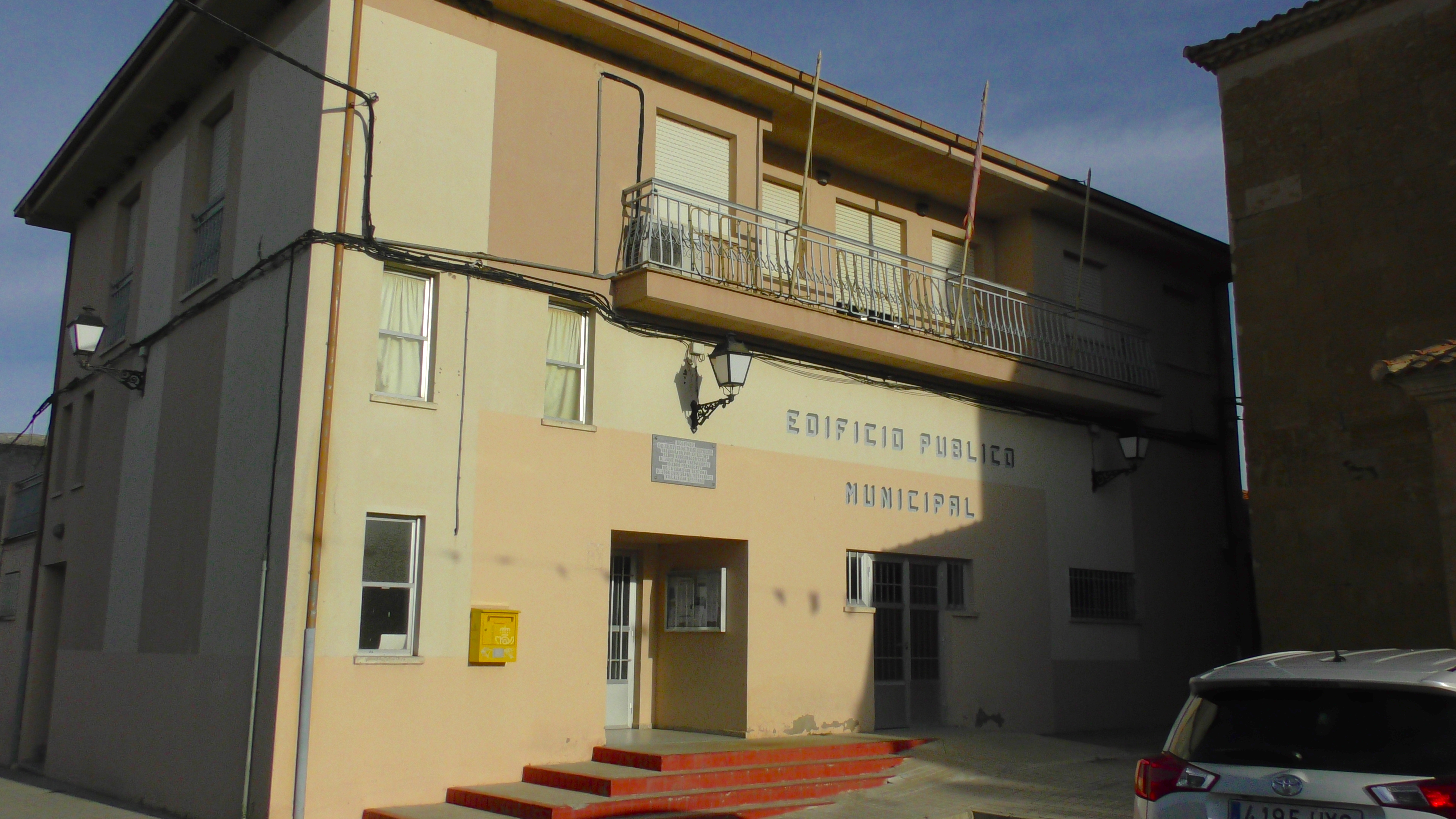
Casa consistorial

La zona arqueológica de Valcuevo (Los Castros y El Alba) representa los vestigios más antiguos de poblamiento humano en el término de Villalazán. Este yacimiento posee una gran importancia, correspondiendo parte de los restos al campamento romano de Albocela o Albocella, descubierto en 1992, pero el grueso de ellos, los más importantes de época romana existentes en Zamora, podrían corresponderse según algunos estudiosos a la antigua mansio y civitas de Ocelo Durii.
En todo caso, y posteriormente, durante la Edad Media la localidad de Villalazán quedó integrada en el Reino de León, siendo repoblada por sus monarcas. En este sentido, la propia etimología de la localidad no aclara si se trataría de la repoblación cristiana sobre un antiguo poblado árabe, o bien la repoblación con gentes de origen árabe o mozárabe.
De un modo u otro, en la Edad Moderna, Villalazán formó parte del Partido del Vino de la provincia de Zamora, tal y como reflejaba en 1773 Tomás López en Mapa de la Provincia de Zamora.
Así, al reestructurarse las provincias y crearse las actuales en 1833, el municipio de Villalazán se mantuvo en la provincia zamorana, dentro de la Región Leonesa, integrándose en 1834 en el Partido Judicial de Toro, pasando posteriormente al Partido Judicial de Zamora.

## Patrimonio
El pueblo destaca por sus alineadas calles y calidad de las casas, pues sufrió un traslado hasta su actual ubicación debido a las riadas que sufría antaño provocadas por las crecidas del río Duero.
La iglesia parroquial destaca por su singularidad arquitectónica en comparación a las del resto de la comarca, pues está construida en el siglo XIX. Está bajo la advocación de San Blas.
Las dos columnas situadas en la entrada de la iglesia proceden del desamortizado monasterio de los Jerónimos de Zamora.
También es conocida la zona arqueológica de Valcuevo (Los Castros y El Alba), que tienen gran importancia y que han sido estudiados por numerosos expertos en arqueología de renombre. Parte de los restos corresponden al campamento romano de Arboukale, Albocela o Albocella, descubierto en 1992, pero el grueso de ellos, los más importantes de época romana existentes en Zamora, corresponderían según algunos estudiosos a la antigua mansio y civitas de Ocelo Durii (Ojo del Duero) (según otros ésta estaría en realidad en Zamora capital).

## Demografía
Villalazán cuenta con una población de 248 habitantes (INE 2024).
| Gráfica de evolución demográfica de Villalazán entre 1842 y 2021                                                      |
| |
| Población de derecho según los censos de población del INE. Población de hecho según los censos de población del INE. |

### Transporte
Atraviesa el municipio la carretera local ZA-P-1102 que permite en dirección este la comunicación con Peleagonzalo y Toro, importante núcleo de servicios comarcal y que en dirección oeste enlaza con el vecino término de Villaralbo desde donde se coge la carretera provincial ZA-610 que une con Zamora, la capital de la provincia, situada a unos 17 km. Esta carretera permite enlazar además con la carretera nacional N-630 que une Gijón con Sevilla así como a la autovía Ruta de la Plata, de igual recorrido que la anterior y que constituye el principal eje de transportes del oeste del país. Igualmente es importante la carretera local ZA-V-2104 que lo une en dirección suroeste con Madridanos y Moraleja del Vino. 
Se da además la circunstancia de que pese a que el vecino término de Fresno de la Ribera, cuyo núcleo principal está a unos 3 km del municipio no cuenta con conexión directa con el mismo al no existir ningún puente sobre el río Duero, siendo necesario un rodeo de 13km para acceder al mismo.
En cuanto al transporte público se refiere, tras el cierre del Ferrocarril Ruta de la Plata, que pasaba por el cercano municipio de Morales del Vino y tenía parada en el mismo, no existen servicios de tren en el municipio ni en los vecinos, ni tampoco línea regular con servicio de autobús, siendo las estaciones más cercanas las de Zamora capital. Por otro lado el aeropuerto de Valladolid es el más cercano, estando a unos 85 km de distancia.

## Fiestas
Sus fiestas patronales se celebran los días 3 y 4 de febrero, en los que se venera al obispo San Blas. Además se celebran otras fiestas como una semana cultural que se lleva a cabo durante la tercera semana de agosto.

## Administración y política
| Periodo   | Nombre                                                              | Partido      |
| --------- | ------------------------------------------------------------------- | ------------ |
| 1979-1983 | Alfonso Hidalgo Lozano - Gestora presidida por José Sesma Hernández |              |
| 1983-1987 | José Sesma Hernández                                                | AP           |
| 1987-1991 | María Isabel Perero Llamas                                          | PSOE         |
| 1991-1995 | María Isabel Perero Llamas                                          | PSOE         |
| 1995-1999 | María Isabel Perero Llamas                                          | PSOE         |
| 1999-2003 | María Isabel Perero Llamas                                          | PSOE         |
| 2003-2007 | María Isabel Perero Llamas                                          | PSOE         |
| 2007-2011 | María Isabel Perero Llamas                                          | PSOE         |
| 2011-2015 | María Isabel Perero Llamas                                          | PSOE         |
| 2015-2019 | María Isabel Perero Llamas                                          | Ahora Decide |
| 2019-2023 | Juan del Canto Sevillano                                            | PP           |
| 2023-act. | Juan del Canto Sevillano                                            | PP           |

### Elecciones municipales
Las elecciones municipales del 2011 arrojaron los siguientes resultados:
| Partido político | 2011  | 2011       | 2007  | 2007       |
| Partido político | %     | Concejales | %     | Concejales |
| PSOE             | 57,09 | 4          | 68,93 | 5          |
| PP               | 41,00 | 3          | 29,29 | 2          |